# Стаценко, Вадим Платонович
Вадим Платонович Стаценко (1860—1918) — русский военный инженер и педагог, генерал-лейтенант, заслуженный ординарный профессор Николаевской инженерной академии.

## Биография
Родился 29 сентября (11 октября) 1860 года в Санкт-Петербурге.
В службу вступил в 1879 году. В 1882 году после окончания Николаевского инженерного училища по I разряду был произведён в подпоручики и выпущен в 6-й сапёрный батальон. В 1885 году был произведён в поручики. С 1886 года после окончания Николаевской инженерной академии по I разряду за отличие в учёбе был произведён в штабс-капитаны.
В 1889 году был назначен репетитором Николаевской инженерной академии и Николаевского инженерного училища. В 1890 году Стаценко защитил в академии диссертацию на звание преподавателя строительного искусства по теме: «Постройка молов и волноломов из искусственных массивов» и был произведён в капитаны. В 1893 году был назначен штатным преподавателем Николаевской инженерной академии и Николаевского инженерного училища. В 1895 году произведён в подполковники и в 1899 году за отличие по службе в полковники. В 1900 году был назначен экстраординарным профессором, а в 1902 году — ординарным профессором Николаевской инженерной академии. В 1906 году за отличие по службе произведён в генерал-майоры.
22 июля 1910 года ему было присвоено звание заслуженный ординарный профессор Николаевской инженерной академии. В 1914 году за отличие по службе Стаценко был произведён в генерал-лейтенанты и назначен членом общего присутствия Комитета по устройству казарм при Главном управлении по квартирному довольствию войск, с оставлением в звании заслуженного ординарного профессора. Стаценко являлся создателем трубчатых хлебопекарных печей, построенных при морских казармах в Санкт-Петербурге, Севастополе, Владивостоке и Порт-Артуре. Стаценко занимался работами по постройке гидротехнических сооружений как военного так и гражданского назначения. Он являлся автором значительных работ в этой области, в том числе: «Исследование грунта на местности, покрытой водою» (СПб., 1889), «Очерк работ по постройке новых южно-русских коммерческих портов» (СПб., 1892), «Трубчатые непрерывно действующие хлебопекарные печи» (СПб., 1899), «Речные сооружения» (СПб., 1900), «Части зданий» (СПб., в двух изданиях — 1902 и 1905 годов).
Скончался 22 декабря 1918 года в Петрограде.

## Труды
- Очерк работ по постройке южных русских коммерческих портов / 1, 2, 3. Ялта. Мариуполь. Новороссийск / В. Стаценко. — Санкт-Петербург : тип. и лит. В.А. Тиханова, 1890. — 101 с.
- Речные сооружения к курсу дополнительного курса Николаевской инженерной академии : Лекции В.П. Стаценко. 1898-1899 учеб. г. — Санкт-Петербург : типо-лит. И. Трофимова, 1899. — 169 с.
- Трубчатые непрерывно действующие хлебопекарные печи / В. Стаценко. — Санкт-Петербург : тип. и лит. В.А. Тиханова, 1899. — 35 с.
- Строительное искусство : Курс ст. класса Воен. электротехн. школы : Записки по лекциям инж.-полк. Стаценко / Сост. подпоручиком Чекин. — Санкт-Петербург : типо-лит. И. Трофимова, 1900. — 60 с.
- Части зданий / В. Стаценко, экстраорд. проф. Николаев. инж. акад. — 3-е изд. — Санкт-Петербург : тип. Штаба Отд. корпуса погран. стражи, 1909. — 485 с.
- Части зданий : Гражд. архитектура / В. Стаценко, экстраорд. проф. Николаев. инж. акад. — 4-е изд., (испр. и доп.). — Санкт-Петербург : тип. Штаба Отд. корпуса погран. стражи, 1912. — 516 с.[4]

## Награды
Был награждён всеми орденами Российской империи вплоть до ордена Святого Владимира 2-й степени пожалованного ему в 1915 году.

## Семья
Женился на дочери генерал-майора Александра Алексеевича Веденяпина, Александре Александровне. Их дети:
- Михаил (03.04.1894—?)
- Анастасия (13.12.1896—?)
- Георгий (16.09.1898—?)
- Татьяна (24.10.1902—?)